# センイ・ジャーナル
もしかして
- センイ・ジヤァナル

ではありませんか？